# Lijst van burgemeesters van Haamstede
Dit is een lijst van burgemeesters van de voormalige Nederlandse gemeente Haamstede tot die gemeente in 1961 opging in de fusiegemeente Westerschouwen.
| Ambtsperiode | Naam burgemeester                        | Partij of stroming | Bijzonderheden |
| ------------ | ---------------------------------------- | ------------------ | --- |
| ?            | ?                                        |                    | |
| 18?? - 1848  | Marinus (M.) Vis                         |                    | schoonvader van Lieven Leendert Bolle                                                                                   |
| 1848 - 1854  | Lieven Leendert Bolle                    |                    | tevens burgemeester van Burgh (1853-1854)                                                                               |
| 1854 - 1881  | Cornelis Marinus Bolle                   |                    | tevens burgemeester van Burgh; broer van L.L. Bolle die tot 1854 burgemeester was                                       |
| 1882 - 1918  | Marinus (M.) Bolle Lz.                   |                    | tevens burgemeester van Burgh; zoon van L.L. Bolle die tot 1854 burgemeester was                                        |
| 1918 - 1927  | Jan Adriaan van Zuijen                   |                    | |
| 1927 - 1931  | jhr. Lodewijk (L.) van Citters           |                    | eerder burgemeester van Kortgene                                                                                        |
| 1931 - 1942  | jhr. Reinier Johan Hendrik Quirijn Röell | CHU                | |
| 1943 - 1945  | Jan (J.P.C.) Boot                        | NSB                | tevens burgemeester van Burgh (1943-1945) en waarnemend burgemeester van Renesse, Noordwelle en Serooskerke (1944-1945) |
| 1945 - 1961  | jhr. Reinier Johan Hendrik Quirijn Röell | CHU                | 1944-1945 waarnemend burgemeester van Domburg, later burgemeester van Westerschouwen                                    |